# Lista gmin w stanie Meksyk

Lokalizacja stanu Meksyk na mapie Meksyk

Gminy stanu Meksyk, według kodów Meksykańskiego Instytutu Statystycznego

Meksykański stan Meksyk składa się ze 125 gmin (hiszp. municipios).
| INEGI (kod statystyczny) | Nazwa gminy                 | Siedziba władz                           | Liczba ludności |
| ------------------------ | --------------------------- | ---------------------------------------- | --------------- |
| Razem stan               | Meksyk                      | Meksyk                                   | 14 007 495      |
| 001                      | Acambay                     | Acambay                                  | 56 849          |
| 002                      | Acolman                     | Acolman de Nezahualcóyotl                | 77 035          |
| 003                      | Aculco                      | Aculco de Espinoza                       | 40 492          |
| 004                      | Almoloya de Alquisiras      | Almoloya de Alquisiras                   | 14 196          |
| 005                      | Almoloya de Juárez          | Almoloya de Juárez                       | 126 163         |
| 006                      | Almoloya del Río            | Almoloya del Río                         | 8 939           |
| 007                      | Amanalco                    | Amanalco de Becerra                      | 20 343          |
| 008                      | Amatepec                    | Amatepec                                 | 27 026          |
| 009                      | Amecameca                   | Amecameca de Juárez                      | 48 363          |
| 010                      | Apaxco                      | Apaxco de Ocampo                         | 25 738          |
| 011                      | Atenco                      | San Salvador Atenco                      | 42 739          |
| 012                      | Atizapán                    | Santa Cruz Atizapán                      | 8 909           |
| 013                      | Atizapán de Zaragoza        | Ciudad López Mateos                      | 472 526         |
| 014                      | Atlacomulco                 | Atlacomulco de Fabela                    | 77 831          |
| 015                      | Atlautla                    | Atlautla de Victoria                     | 24 110          |
| 016                      | Axapusco                    | Axapusco                                 | 21 915          |
| 017                      | Ayapango                    | Ayapango                                 | 6 361           |
| 018                      | Calimaya                    | Calimaya de Díaz González                | 38 770          |
| 019                      | Capulhuac                   | Capulhuac de Mirafuentes                 | 30 838          |
| 025                      | Chalco                      | Chalco de Díaz Covarrubias               | 257 403         |
| 026                      | Chapa de Mota               | Chapa de Mota                            | 21 746          |
| 027                      | Chapultepec                 | Chapultepec                              | 6 581           |
| 028                      | Chiautla                    | Chiautla                                 | 22 664          |
| 029                      | Chicoloapan                 | Chicoloapan de Juárez                    | 170 035         |
| 030                      | Chiconcuac                  | Chiconcuac de Juárez                     | 19 656          |
| 031                      | Chimalhuacán                | Chimalhuacán                             | 525 389         |
| 020                      | Coacalco de Berriozábal     | Coacalco                                 | 285 943         |
| 021                      | Coatepec Harinas            | Coatepec Harinas                         | 31 860          |
| 022                      | Cocotitlán                  | Cocotitlán                               | 12 120          |
| 023                      | Coyotepec                   | Coyotepec                                | 39 341          |
| 024                      | Cuautitlán                  | Cuautitlán                               | 110 345         |
| 121                      | Cuautitlán Izcalli          | Cuautitlán Izcalli                       | 498 021         |
| 032                      | Donato Guerra               | Villa Donato Guerra                      | 29 621          |
| 033                      | Ecatepec de Morelos         | San Cristóbal Ecatepec de Morelos        | 1 688 258       |
| 034                      | Ecatzingo                   | Ecatzingo de Hidalgo                     | 8 247           |
| 064                      | El Oro                      | El Oro de Hidalgo                        | 31 847          |
| 035                      | Huehuetoca                  | Huehuetoca                               | 59 729          |
| 036                      | Hueypoxtla                  | Hueypoxtla                               | 36 512          |
| 037                      | Huixquilucan                | Huixquilucan de Degollado                | 224 042         |
| 038                      | Isidro Fabela               | Tlazala de Fabela                        | 8 788           |
| 039                      | Ixtapaluca                  | Ixtapaluca                               | 125 505         |
| 040                      | Ixtapan de la Sal           | Ixtapan de la Sal                        | 30 073          |
| 041                      | Ixtapan del Oro             | Ixtapan del Oro                          | 6 349           |
| 042                      | Ixtlahuaca                  | Ixtlahuaca de Rayón                      | 126 505         |
| 044                      | Jaltenco                    | Jaltenco                                 | 26 359          |
| 045                      | Jilotepec                   | Jilotepec de Molina Enríquez             | 71 624          |
| 046                      | Jilotzingo                  | Santa Ana Jilotzingo                     | 13 825          |
| 047                      | Jiquipilco                  | Jiquipilco                               | 59 969          |
| 048                      | Jocotitlán                  | Jocotitlán                               | 55 403          |
| 049                      | Joquicingo                  | Joquicingo de León Guzmán                | 11 042          |
| 050                      | Juchitepec                  | Juchitepec de Mariano Rivapalacio        | 21 017          |
| 070                      | La Paz                      | Los Reyes Acaquilpan                     | 232 546         |
| 051                      | Lerma                       | Lerma de Villada                         | 105 578         |
| 123                      | Luvianos                    | Luvianos                                 | 28 213          |
| 052                      | Malinalco                   | Malinalco                                | 22 970          |
| 053                      | Melchor Ocampo              | Melchor Ocampo                           | 37 706          |
| 054                      | Metepec                     | Metepec                                  | 206 005         |
| 055                      | Mexicaltzingo               | San Mateo Mexicaltzingo                  | 10 161          |
| 056                      | Morelos                     | San Bartolo Morelos                      | 26 430          |
| 057                      | Naucalpan                   | Naucalpan de Juárez                      | 821 442         |
| 059                      | Nextlalpan                  | Santa Ana Nextlalpan                     | 22 507          |
| 058                      | Nezahualcóyotl              | Nezahualcóyotl                           | 1 140 528       |
| 060                      | Nicolás Romero              | Ciudad Nicolás Romero                    | 306 516         |
| 061                      | Nopaltepec                  | Nopaltepec                               | 8 182           |
| 062                      | Ocoyoacac                   | Ocoyoacac                                | 54 224          |
| 063                      | Ocuilán                     | Ocuilán de Arteaga                       | 26 332          |
| 065                      | Otumba                      | Otumba de Gómez Farías                   | 29 873          |
| 066                      | Otzoloapan                  | Otzoloapan                               | 4 748           |
| 067                      | Otzolotepec                 | Villa Cuauhtémoc                         | 67 611          |
| 068                      | Ozumba                      | Ozumba de Alzate                         | 24 055          |
| 069                      | Papalotla                   | Papalotla                                | 3 766           |
| 071                      | Polotitlán                  | Polotitlán de la Ilustración             | 12 319          |
| 072                      | Rayón                       | Santa Maria Rayón                        | 10 953          |
| 073                      | San Antonio la Isla         | San Antonio la Isla                      | 11 313          |
| 074                      | San Felipe del Progreso     | San Felipe del Progreso                  | 100 201         |
| 124                      | San José del Rincón         | San José de Rincón                       | 79 945          |
| 075                      | San Martín de las Pirámides | San Martín de las Pirámides              | 21 511          |
| 076                      | San Mateo Atenco            | San Mateo Atenco                         | 66 740          |
| 077                      | San Simón de Guerrero       | San Simón de Guerrero                    | 5 408           |
| 078                      | Santo Tomás                 | Santo Tomás de los Plátanos              | 8 888           |
| 079                      | Soyaniquilpan de Juárez     | San Francisco Soyaniquilpan              | 10 719          |
| 080                      | Sultepec                    | Sultepec de Pedro Ascencio de Alquisiras | 24 986          |
| 081                      | Tecámac                     | Tecámac de Felipe Villanueva             | 270 574         |
| 082                      | Tejupilco                   | Tejupilco de Hidalgo                     | 62 547          |
| 083                      | Temamatla                   | Temamatla                                | 10 135          |
| 084                      | Temascalapa                 | Temascalapa                              | 33 063          |
| 085                      | Temascalcingo               | Temascalcingo de José María Velasco      | 58 169          |
| 086                      | Temascaltepec               | Temascaltepec de González                | 30 336          |
| 087                      | Temoaya                     | Temoaya                                  | 77 714          |
| 088                      | Tenancingo                  | Tenancingo de Degollado                  | 80 183          |
| 089                      | Tenango del Aire            | Tenango del Aire                         | 9 432           |
| 090                      | Tenango del Valle           | Tenango de Arista                        | 68 669          |
| 091                      | Teoloyucan                  | Teoloyucan                               | 73 696          |
| 092                      | Teotihuacán                 | Teotihuacán de Arista                    | 46 779          |
| 093                      | Tepetlaoxtoc                | Tepetlaoxtoc de Hidalgo                  | 25 523          |
| 094                      | Tepetlixpa                  | Tepetlixpa                               | 16 912          |
| 095                      | Tepotzotlán                 | Tepotzotlán                              | 67 724          |
| 096                      | Tequixquiac                 | Santiago Tequixquiac                     | 31 080          |
| 097                      | Texcaltitlán                | Texcaltitlán                             | 15 824          |
| 098                      | Texcalyacac                 | San Mateo Texcalyacac                    | 4 514           |
| 099                      | Texcoco                     | Texcoco de Mora                          | 209 308         |
| 100                      | Tezoyuca                    | Tezoyuca Santiago                        | 25 372          |
| 101                      | Tianguistenco               | Tianguistenco de Galeana                 | 64 365          |
| 102                      | Timilpan                    | San Andrés Timilpan                      | 14 335          |
| 103                      | Tlalmanalco                 | Tlalmanalco                              | 43 930          |
| 104                      | Tlalnepantla de Baz         | Tlalnepantla                             | 683 808         |
| 105                      | Tlatlaya                    | Tlatlaya                                 | 33 308          |
| 106                      | Toluca                      | Toluca                                   | 747 512         |
| 107                      | Tonatico                    | Tonatico                                 | 10 901          |
| 125                      | Tonanitla                   | Tonanitla                                | 8 081           |
| 108                      | Tultepec                    | Tultepec                                 | 110 145         |
| 109                      | Tultitlán                   | Tultitlán de Mariano Escobedo            | 472 687         |
| 110                      | Valle de Bravo              | Valle de Bravo                           | 52 902          |
| 122                      | Valle de Chalco Solidaridad | Xico                                     | 332 279         |
| 111                      | Villa de Allende            | San José Villa de Allende                | 41 938          |
| 112                      | Villa del Carbón            | Villa del Carbón                         | 39 587          |
| 113                      | Villa Guerrero              | Villa Guerrero                           | 52 090          |
| 114                      | Villa Victoria              | Villa Victoria                           | 77 918          |
| 043                      | Xalatlaco                   | Xalatlaco                                | 20 002          |
| 115                      | Xonacatlán                  | Xonacatlán                               | 45 274          |
| 116                      | Zacazonapan                 | Zacazonapan                              | 3 836           |
| 117                      | Zacualpan                   | Zacualpan                                | 13 800          |
| 118                      | Zinacantepec                | San Miguel Zinacantepec                  | 136 167         |
| 119                      | Zumpahuacán                 | Zumpahuacán                              | 16 149          |
| 120                      | Zumpango                    | Zumpango de Ocampo                       | 127 988         |